# Jardín botánico Andrómeda

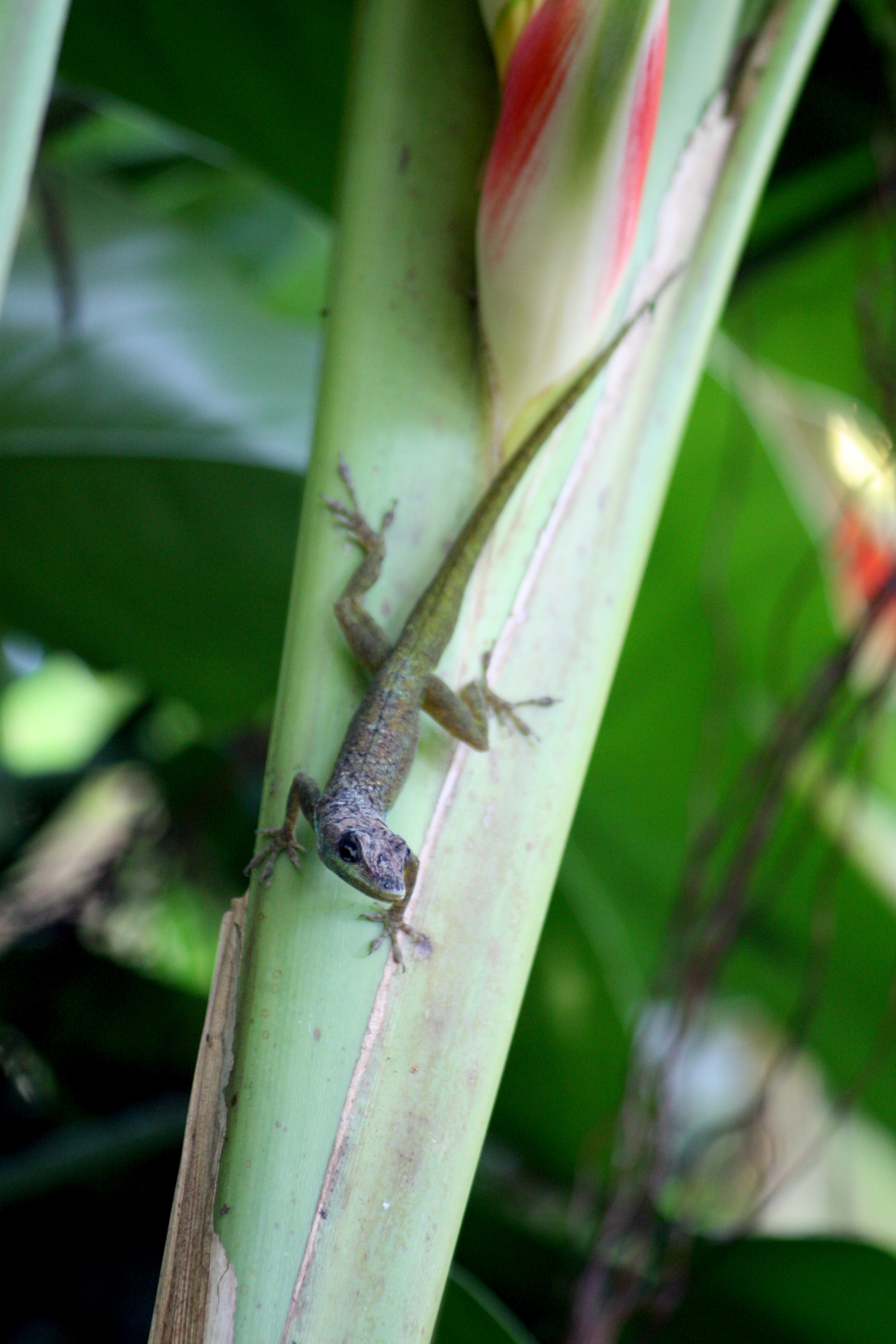
El Anole de Barbados (Anolis extremus) sobre una heliconia en el "Andromeda Botanical Gardens".

El Jardín Botánico Andrómeda (en inglés: Andromeda Botanic Gardens) es un jardín botánico de 6 acres (2,43 hectáreas) de extensión, que se encuentra en la Parroquia de Saint Joseph en Barbados. Este jardín botánico es miembro del Botanic Gardens Conservation International. Su código de identificación internacional como institución botánica es ANDRM.

## Localización
Se ubica en la aldea de Bathsheba, en la Parroquia de Saint Joseph.
Andromeda Botanic Gardens C/- Tropical Horticulture University of the West Indies, PO Box 64, Bridgetown, St Joseph, Barbados.13°13′0″N 59°31′0″O / 13.21667, -59.51667

## Historia
El Jardín Botánico Andrómeda es junto al Flower Forest uno de los más bellos jardines de la isla. Nombrado por la figura de Andrómeda, perteneciente a la Mitología griega. Comenzó como una colección privada de plantas alrededor de la casa de Iris Bannochie, una sobresaliente experta en horticultura de la isla.
Iris Bannochie fundó el jardín en 1954 en la tierra propiedad  familiar desde 1740, exhibiendo las plantas existentes en  Andrómeda junto con las de la sociedad « Barbados Horticultural Society » que habían participado en numerosas ocasiones en la exhibiciones florales del « RHS Chelsea Flower Show » en Londres.
Andrómeda fue abierto al público por primera vez durante una fiesta benéfica para la obtención de fondos organizada por la « Barbados Horticultural Society »  (Sociedad Hortícola de Barbados) en los años 70. El Andrómeda fue bien recibido, y ha seguido estando abierto al público pagando una tarifa de entrada desde entonces. 
Cuando la reina Íngrid de Dinamarca visitó el jardín en 1971, le fue servido un refrigerio en un recién construido gazebo que domina una vista del mar.
En 1990, el jardín tenía 40.000 visitantes.
El Jardín Botánico Andrómeda es actualmente propiedad del "Barbados National Trust" y alquilado su mantenimiento al "Perseus Inc". La University of the West Indies (UWI) (Universidad de las Indias Occidentales), es la responsable de las actividades educativas y de investigación en Andrómeda. Las actividades de la universidad fueron programadas por la fundación Peter Moores del Reino Unido. 

## Colecciones

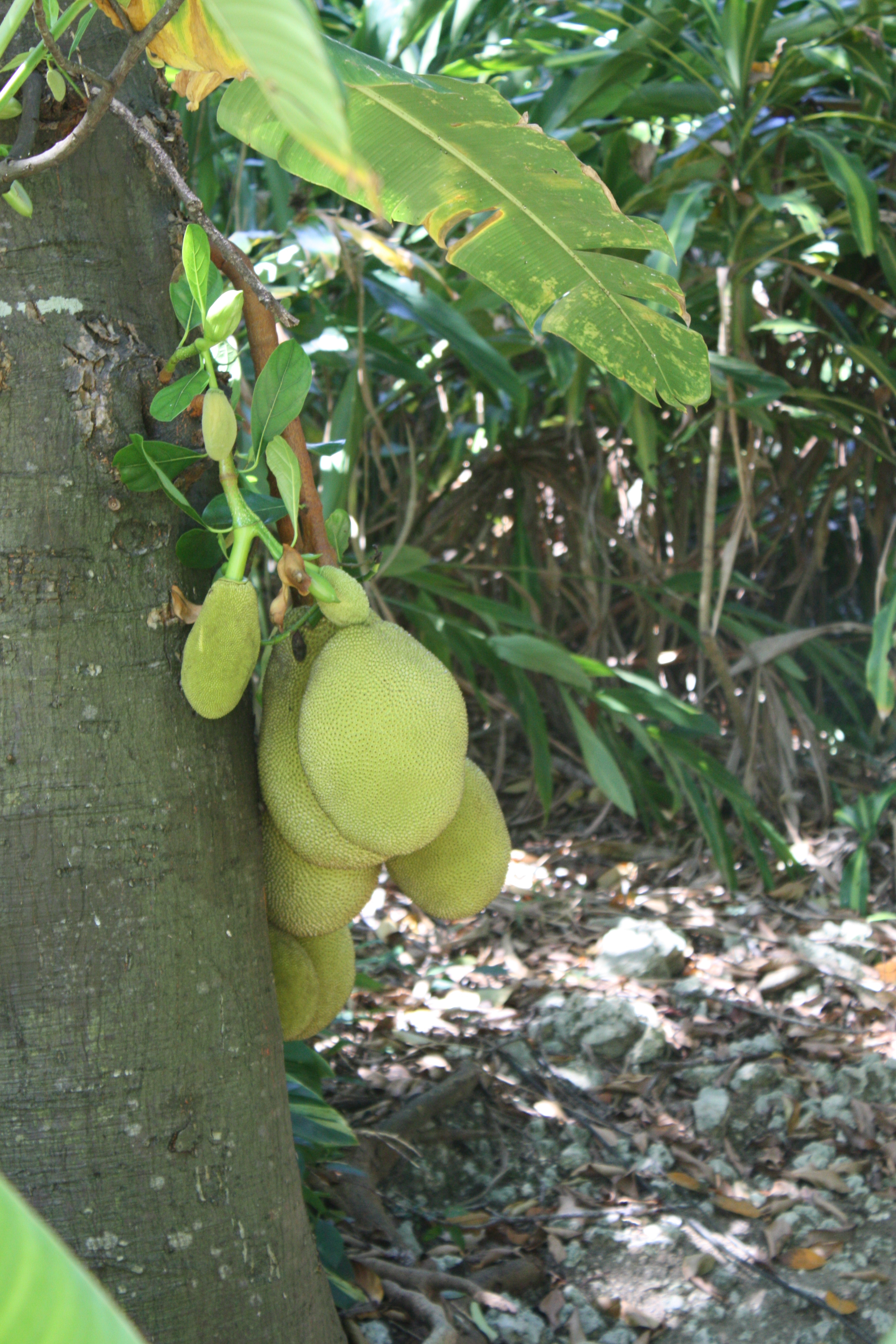
Artocarpus heterophyllus en el Andrómeda Botanical Gardens.

Colecciones de árboles, arbustos, plantas ornamentales y frutales tropicales con más de 600 especies de plantas dispuestas entre cascadas, estanques, arroyo, agrupadas como:
- Colección de cactus,
- Colección de orquídeas,
- Palmas, en 1991, el "palm garden" contenía más de  60 diferentes especies de palmeras. Digna de mención es la gran "Palmera de Ceilán" (Corypha umbraculifera) uno de los mayores especímenes en el mundo.
- Plantas de humedales, en el centro del jardín superior, cerca de unos lirios de agua hay un majestuoso baniano.
- Plantas medicinales
- Plantas xerófitas

Entre las especies destacan: Artocarpus communis, Ficus citrifolia, Zingiber officinale, Ravenala madagascariensis, Artocarpus heterophyllus, Pandanus utilis, Senna alata,
Entre los géneros  de plantas destacan por su representación Begonia, Bougainvillea, Croton, Hibiscus, Heliconia, Bromelia,
También hay una biblioteca, aulario, cafetería y tienda de regalos.
El programa educativo del "Andromeda Botanic Gardens" está elaborado en coordinación con el Departamento de Ciencias Químicas y Biológicas de la Universidad de las Indias Occidentales.